# Навции
Навциите (на латински: Nautii) са римска патрицииска фамилия. Нейните членове участват в политиката на ранната Римска република през 5 и 4 век пр.н.е. и имат когномен Руцил (Rutilus).
Известни от тази фамилия:
- Спурий Навций Руцил, баща на консул 488 пр.н.е.
  - Гай Навций Руцил, консул 475 и 458 пр.н.е.[3]
  - Спурий Навций Руцил, консул 488 пр.н.е.
    - Спурий Навций Руцил, военен трибун 424 пр.н.е.
      - Спурий Навций Руцил, военен трибун 419, 416 и 404 и консул 411 пр.н.е.
- Спурий Навций Руцил, консул 316 пр.н.е.
- Гай Навций Руцил, консул 287 пр.н.е.